# ヴァイオリンソナタ
ヴァイオリンソナタ（英: violin sonata）は、通常ヴァイオリンを独奏楽器とする小編成の楽曲のことを指す。バロック期に2つのヴァイオリンと通奏低音の伴奏を持つトリオ・ソナタとして形式が確立され、その後ソロ・ヴァイオリンのためのソナタが主流となり、古典派期にはピアノとの二重奏の演奏形態によるソナタに発展した。ヴァイオリンのみによるソナタは「無伴奏ヴァイオリンソナタ」と呼ばれる（ピアノのみのソナタは無伴奏とは呼ばれない）。ソナタの形態としては「ピアノソナタ」に次いで一般的な形態である。

## 概要
バロックの時代のヴァイオリンソナタはコレッリが確立したトリオ・ソナタが主流であったが、コレッリの作品５『ヴァイオリン・ソナタ集』がヨーロッパのベストセラーとなったことにより、独奏ヴァイオリンによるソナタが主流となっていった。独奏ヴァイオリンにはしだいに高度な演奏技巧が用いられるようになった。バロック後期にはこのコレッリ形式のヴァイオリンソナタが全盛を極め、ヴィヴァルディ、タルティーニ、ジェミニアーニといったヴァイオリンのヴィルトゥオーソ達によって非常に多数作曲された。それに対して18世紀後半になると、貴族や富裕市民の子女がチェンバロやオルガン、クラヴィコードの演奏を習う習慣が広がり、通奏低音として扱われてきた鍵盤楽器が主体となるヴァイオリン助奏つきの鍵盤楽器のためのソナタが作曲されはじめる。モーツアルトのヴァイオリン・ソナタと呼ばれる作品はすべてこのような鍵盤楽器のためのソナタである。古典派の時代になると鍵盤楽器がピアノへと発展したこともあってヴァイオリン助奏つきのピアノソナタも作曲されるようになった。しかしこの時代にもヴァイオリンが華麗に活躍するヴァイオリン独奏ソナタは作曲され続けた。ロマン派の時代になるとヴァイオリンとピアノを対等に扱った曲が主流になり、ヴァイオリンとピアノの対比と調和の妙が聴かせどころとなるようになった。

## 代表的な作品

### バロック
- コレッリ - 12曲 ： 『ヴァイオリン・ソナタ集 作品5』（終曲の「ラ・フォリア」が有名）
- ヴィヴァルディ  - 『12のヴァイオリンソナタ 作品2 』、『6つのソナタ 作品5 』、「マンチェスター・ソナタ」など、約50曲。
- シュメルツァー  - 多数
- ジェミニアーニ  - 多数
- ヴェラチーニ  - 多数
- ビーバー - 多数 ： 「ロザリオのソナタ」など
- ロカテッリ  - 多数
- ルクレール - 多数
- タルティーニ  - 多数 ： 悪魔のトリル、捨てられたディドなど
- ヘンデル - 6曲（真作と確認されているのは2曲）
- J.S.バッハ - 11曲（他に偽作とされているものがある）
  - 無伴奏ヴァイオリンのためのソナタとパルティータ BWV.1001 - 1006
  - ヴァイオリンとチェンバロのためのソナタ BWV.1014 - 1019
この時代に一般的であったヴァイオリンと通奏低音のためのソナタではなく、オブリガート・チェンバロつきのヴァイオリンソナタ（チェンバロのパートが右手の分も完全に書かれている）の形を取っている。

### 古典派
- ハイドン - 1曲
「ヴァイオリンソナタ ト長調」（ヴァイオリンとチェンバロのためのソナタ）Hob.XV:32、1794年
他に「通奏低音とのソナタ」「チェンバロとのソナタ」が複数あるが、偽作および自身のチェンバロ三重奏曲からチェロパートを除いた編曲である[2]。
- モーツァルト - 45曲
初期の作品であるK.10〜K.15は「クラヴィーア（チェンバロ）と任意でヴァイオリンまたはフルートかチェロのために」と指定される。ヴァイオリンがピアノと対等になるのは概ねK.296以降の10数曲である。第24番K.296、第28番K.304(300c)、第34番K.378(317d)、第40番K.454、第42番K.526などが比較的よく演奏される。
- ベートーヴェン - 10曲 ： 第5番 Op.24「春」、第9番 Op.47「クロイツェル」が有名。
- ニコロ・パガニーニ - ヴァイオリンとギターのためのソナタ集など。

### ロマン派
- フェルディナント・リース - 27曲
- シューベルト - ソナチネ3曲（D384 - 386）、ソナタ イ長調 D574
- メンデルスゾーン - 3曲 ： （第1番）ヘ長調（1820年）、（第2番）ヘ短調Op.4（1825年）、（第3番）ヘ長調（1838年）
- シューマン - 3曲 ： 第1番イ短調Op.105、第2番ニ短調Op.121、第3番イ短調（F.A.E.ソナタから2つの楽章を転用）
- フランク - 1曲 ： イ長調（フランス系のヴァイオリンソナタの最高傑作といわれる）
- ブラームス - 3曲（第1番ト長調Op.78「雨の歌」、第2番イ長調Op.100、第3番ニ短調Op.108）、スケルツォ（F.A.E.ソナタの第3楽章）
- サン＝サーンス - 2曲 ： 第1番ニ短調Op.75、第2番変ホ長調Op.102
- ドヴォルザーク - 1曲 ： ヘ長調B.106、ソナチネ ト長調B.100
- グリーグ - 3曲 ： 第1番ヘ長調Op.8、第2番ト長調Op.13、第3番ハ短調Op.45
- フォーレ - 2曲 ： 第1番イ長調Op.13、第2番ホ短調Op.108
- リヒャルト・シュトラウス - 1曲 ： 変ホ長調Op.18
- ルクー - 1曲 ： ト長調

### 近代
- ヤナーチェク - 1曲
- エルガー - 1曲 ： ホ短調Op.82
- ドビュッシー -  1曲
- マニャール  - 1曲
- ニールセン - 2曲 ： 第1番イ長調、第2番ト短調
- ラヴェル - 2曲 ： ト長調、遺作
- ディーリアス - 4曲 ： ヴァイオリンソナタ ロ長調 VIII/3、ヴァイオリンソナタ第1番 VIII/6、第2番 VIII/9 、第3番 VIII/10
- レスピーギ - 1曲 ： ロ短調 （1916-17年）
- バルトーク - 4曲 ： ソナタ（1938年）、第1番、第2番、無伴奏ソナタ
- エネスク - 4曲（第3番、遺作）
- プロコフィエフ - 3曲 ： 第1番ヘ短調Op.80、第2番ニ長調Op.94bis（フルートソナタOp.94の改作）、無伴奏ソナタ ニ長調 Op.115
- オネゲル - 2曲（第1番 、第2番）
- プーランク - 1曲
- コープランド - 1曲
- ショスタコーヴィチ - 1曲 ： ト長調Op.134

### 現代
- シュトックハウゼン - ソナチネ
- シュニトケ - 1曲
- B.A.ツィンマーマン - 1曲
- 伊福部昭 - 1曲
- 西村朗 - 無伴奏ヴァイオリンのためのソナタ

## 類似の形式を持つ楽曲
- 交響曲
- 独奏協奏曲
- 独奏ソナタ
  - ピアノソナタ
  - ヴィオラソナタ
  - チェロソナタ
  - フルートソナタ
  - クラリネットソナタ
- ピアノ三重奏曲
- 弦楽四重奏曲
- 無伴奏